# Karl IV của Thánh chế La Mã

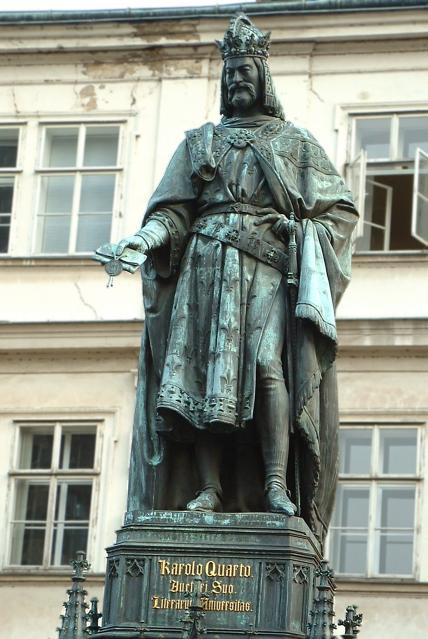
Tượng Karl IV ở Praha, Cộng hòa Séc

Karl IV (tiếng Séc: Karel IV.; tiếng Đức: Karl IV.; tiếng Latinh: Carolus IV; 14 tháng 5 năm 1316 - 29 tháng 11 năm 1378) của Praha, tên lúc sinh ra là Wenzel (Václav), là vua Bohemia thứ 11, vị vua thứ 2 thuộc dòng dõi nhà Luxemburg, và ông cũng là vua Bohemia đầu tiên trở thành Hoàng đế La Mã Thần thánh (1355-1378).
Ông là con trưởng và là người thừa kế của Jang de Blannen (tiếng Đức: Johann von Böhmen), Bá tước Luxemburg và vua của Bohemia. Sau khi Jang chết vào ngày 29 tháng 8 năm 1346 tại trận Crécy, Karl thừa hưởng các tước hiệu này. Ngày 2 tháng 9, năm 1347 Karl chính thức đăng ngôi vua.
Ngày 11 tháng 7 năm 1346 các tuyển hầu người Đức bầu ông làm Vua của người La Mã (rex Romanorum) đối lập với Hoàng đế Ludwig IV. Sau khi Ludwig băng hà, ông được bầu lại làm Vua của người La Mã vào ngày 17 tháng 6 và làm lễ đăng quang ngày 25 tháng 7 1349. Năm 1355, ông đăng quang làm Vua của Ý ngày 6 tháng 1 và Hoàng đế La Mã Thần thánh ngày 5 tháng 4. Với việc ông đăng quang làm vua Vương quốc Burgund ngày 4 tháng 6 1365, ông trở thành quốc trưởng của tất cả các vương quốc thuộc Đế quốc La Mã Thần thánh.

## Thời niên thiếu
Karl IV sinh ra ở Praha, là con của Johann I của Bohemia thuộc nhà Luxemburg và Eliška của Bohemia thuộc nhà Premyslid. Ông ban đầu được đặt tên là Wenzel (Václav), tên của ông ngoại, vua Wenzel II của Bohemia. Ông đã chọn tên Karl trong lúc làm lễ bí tích Thêm Sức để tỏ lòng kính trọng người chú của mình, vua Charles IV của Pháp, mà đã cho ông cư trú 7 năm trong cung điện của ông ta.
Ông đã được giáo dục bằng tiếng Pháp và nói thông thạo năm thứ tiếng: tiếng Latinh, Séc, Đức, Pháp và Ý. Trong năm 1331 ông đã đạt được một số kinh nghiệm chiến tranh ở Ý với cha mình. Vào đầu năm 1333, Karl đi đến Lucca, (Toscana) để củng cố quyền lực của mình ở đó. Trong một nỗ lực để bảo vệ thành phố, Karl lập pháo đài gần đó và thị trấn Montecarlo (Núi Karl). Từ năm 1333, ông quản lý các vùng đất của vương quốc Bohemia do sự vắng mặt thường xuyên và suy giảm thị lực của cha ông. Trong năm 1334, Charles được phong làm bá tước Mähren, danh hiệu truyền thống cho những người thừa kế ngai vàng. Hai năm sau đó, ông đảm đương chính phủ của Tirol thay mặt cho anh trai của mình, Johann Heinrich, và sớm tích cực tham gia vào một cuộc đấu tranh cho quyền sở hữu của lãnh thổ này.

## Vua La Mã Đức

#### Vua La Mã Đức đối lập
Ngày 11 tháng 7 1346, kết quả của sự liên minh giữa cha ông và Giáo hoàng Clêmentê VI, kẻ thù không nao núng của Hoàng đế Ludwig IV, Karl đã được lựa chọn làm vua La Mã Đức đối lập với Ludwig bởi một số các tuyển hầu tước tại Rhens. Như ông trước đây đã hứa sẽ phục tùng Clêmentê, ông đã nhượng bộ rất nhiều cho Giáo hoàng trong năm 1347. Xác nhận giáo hoàng có quyền sở hữu những lãnh thổ rộng lớn, ông hứa sẽ bãi bỏ các hành vi của Ludwig chống lại Clêmentê, không xía vào các vấn đề ở Ý, và biện hộ và bảo vệ nhà thờ.

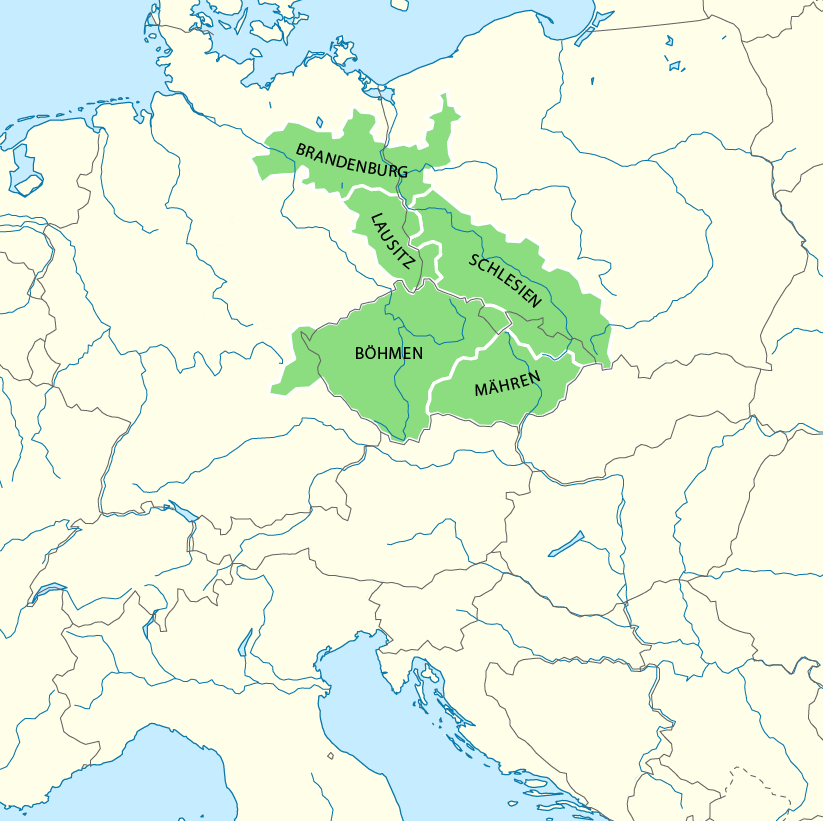
Những lãnh thổ của vương quốc Bohemia được cai trị bởi Karl IV.

Karl IV ban đầu ở một vị trí rất yếu ở Đức. Do các điều khoản của cuộc bầu cử của mình, ông đã bị gọi chế giễu bởi một số người như là một ông "vua bù nhìn của giáo hoàng" (Pfaffenkönig). Nhiều giám mục và gần như tất cả các thành phố đế quốc vẫn trung thành với Ludwig der Bayer. Tệ hơn nữa, Karl hậu thuẫn sai phía trong chiến tranh trăm năm, mất cha và nhiều hiệp sĩ tốt nhất của mình tại Trận Crécy trong tháng 8 năm 1346, với Karl tự mình trốn thoát khỏi trận chiến với thương tích.
Tuy nhiên, nội chiến ở Đức đã không kéo dài, do Ludwig IV qua đời vào ngày 11 tháng 10 năm 1347, sau khi bị đột quỵ trong một cuộc săn gấu. Vào tháng 1 năm 1349, Nhà Wittelsbach đã cố gắng để lập Günther von Schwarzburg làm vua, nhưng ông ta thu hút ít người ủng hộ và qua đời không được chú ý chỉ sau một vài tháng. Sau đó, Karl không còn phải đối mặt với đe dọa trực tiếp đối với ngai vàng của mình.
Karl từ đó rảnh tay làm việc để đảm bảo cơ sở quyền lực của mình. Bohemia hầu như không bị ảnh hưởng bởi bệnh dịch mà đang lan tràn vào thời đó. Prague trở thành thủ đô của ông ta, và ông đã xây dựng lại thành phố theo mô hình của Paris, thành lập khu đô thị mới (Nové Město). Năm 1348, ông thành lập trường Đại học Karl ở Praha, được đặt theo tên ông và là trường đại học đầu tiên ở Trung Âu. Đây từng là nơi đào tạo các quan chức và các luật sư. Chẳng bao lâu Praha nổi lên như một trung tâm trí tuệ và văn hóa của Trung Âu.

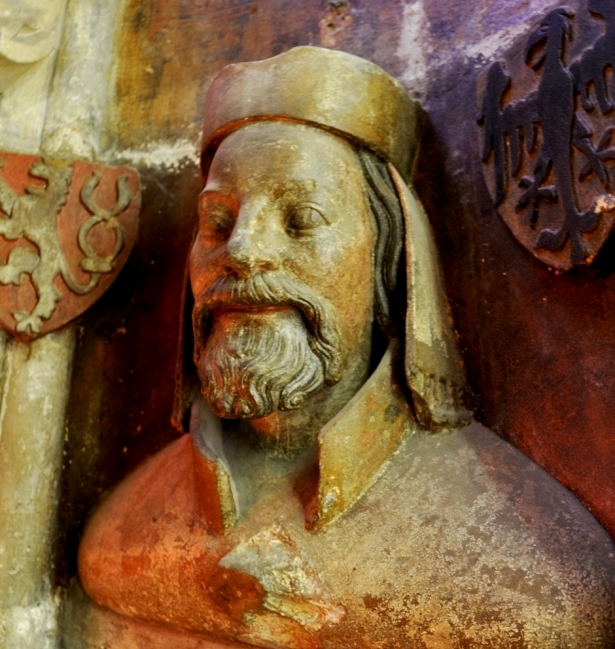
Tượng nửa người của Karl IV ở Nhà thờ chính tòa thánh Vitus, 1370

#### Vua La Mã Đức chính thức
Hưởng lợi từ những khó khăn của các đối thủ của ông, Charles được bầu một lần nữa ở Frankfurt vào ngày 17 tháng 6 năm 1349 và tái đăng quang tại Aachen vào ngày 25 Tháng Bảy 1349. Ông chẳng bao lâu thành người cai trị không bị tranh chấp của Đế quốc. Quà tặng hay những lời hứa đã giành được sự ủng hộ của các thị trấn Rhenish và Swabia; một liên minh hôn nhân bảo đảm tình hữu nghị với nhà Habsburg; và một liên minh với Rudolf II của Bayern, công tước Kurpfalz, đã đạt được khi Charles, góa vợ năm 1348, kết hôn với con gái của Rudolph, Anna của Bayern.

### Chính sách đối phó với Ý và Pháp
1354 Karl dẫn đầu một đoàn quân nhỏ sang Ý. Ông được phong làm vua Ý tại Milano vào ngày 6 tháng 1 1355 và làm hoàng đế đế quốc La Mã Thần thánh tại Roma ngày 5 tháng 4 năm 1355 bởi một hồng y được Giáo hoàng Innôcentê VI ủy nhiệm. Các giáo hoàng kể từ Giáo hoàng Clêmentê V, đều cư trú tại Avignon, nên không thể đứng ra làm lễ được. Ngay sau đó ông rời Ý, không can thiệp vào nền chính trị địa phương. Ngoài những lợi tức thu được từ rất nhiều cộng đồng, chuyến đi đăng quang hoàng đế của ông cũng không gây ra đổ máu. Một chính sách chính trị như đã thỏa hiệp với giáo hoàng.
Chiến dịch Ý lần thứ nhì của Karl 1368–69 cũng không khác gì lần trước. Ông nhận tiền từ các cộng đồng, ban bố quyền lợi, ngoài ra không xía vào các vấn đề ở Ý. Chính sách đối phó ở Ý của ông được so sánh như là hành động của một nhà buôn. Như vậy Karl đã từ bỏ chính sách chính trị toàn diện của ông nội mình Heinrich VII để theo đuổi một chính sách địa phương dựa vào quyền lực do lãnh thổ được mở rộng.
Ở phương Tây, Karl không làm gì cả để đối phó với chính sách mở rộng lãnh thổ của Vương quốc Pháp, một triều đình mà ông có quan hệ tốt đẹp. Ngược lại, mặc dù đăng quang ở Arles vào năm 1365 ông từ bỏ chủ quyền của đế quốc ở Avignon và trong năm 1378 bỏ luôn chức đại diện đế chế ở vương quốc Burgund (Arelat), để có thể hoạt động tốt chính sách đế quốc của mình, không sợ sự can thiệp từ bên ngoài. Do vậy chính sách này đã mở đường cho sự bành trướng của Pháp, mặc dù ông 1361 đã tách rời Geneva và Savoy ra khỏi vương quốc Burgund và nhập chúng vào đế quốc.
Chị gái Karl, Jutta của Bohemia được bố ông sắp xếp kết hôn với Jean, công tước xứ Normandy (sau này là vua Pháp) để thắt chặt quan hệ quan hệ ngoại giao giữa 2 bên và bố ông còn có ý định viện trợ thêm cho quân Pháp nhưng đến đời Karl, mối quan hệ không còn giữ được một phần là do chị gái Karl, Bonne mất quá sớm và đến đời của ông trị vì, Jean II không còn để ý đến mỗi quan hệ ngoại giao mà Philip, cha của Jean đã giữ.

### Sắc chỉ vàng và chính trị ở Đức

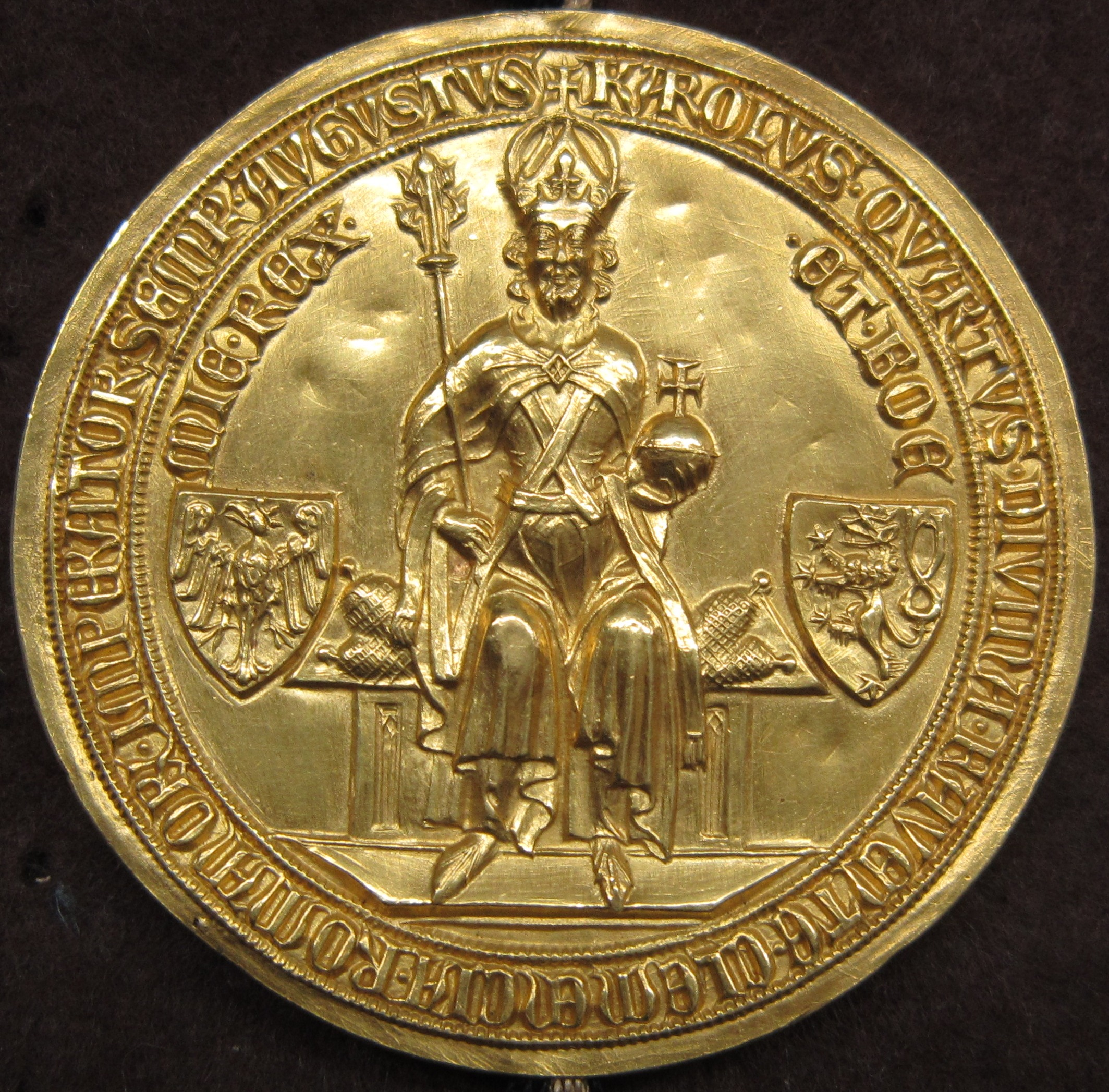
Sắc chỉ vàng của hoàng đế Karl IV

1354 ông chú của Karl, Balduin của Luxembourg, mất, một trụ cột quan trọng nhất của hoàng đế ở phương Tây. Có lẽ bước quan trọng nhất trong chính phủ của Karl là việc thông qua sắc chỉ vàng sau cuộc đàm phán khó khăn năm 1356. Sắc chỉ vàng quy định trong số những vấn đề khác thủ tục bầu cử vua La Mã Đức và ấn định số lượng và tên của các tuyển hầu tước. Vì vậy, nó đã trở thành "Luật cơ bản" của đế chế cho đến khi nó tan rã vào năm 1806.

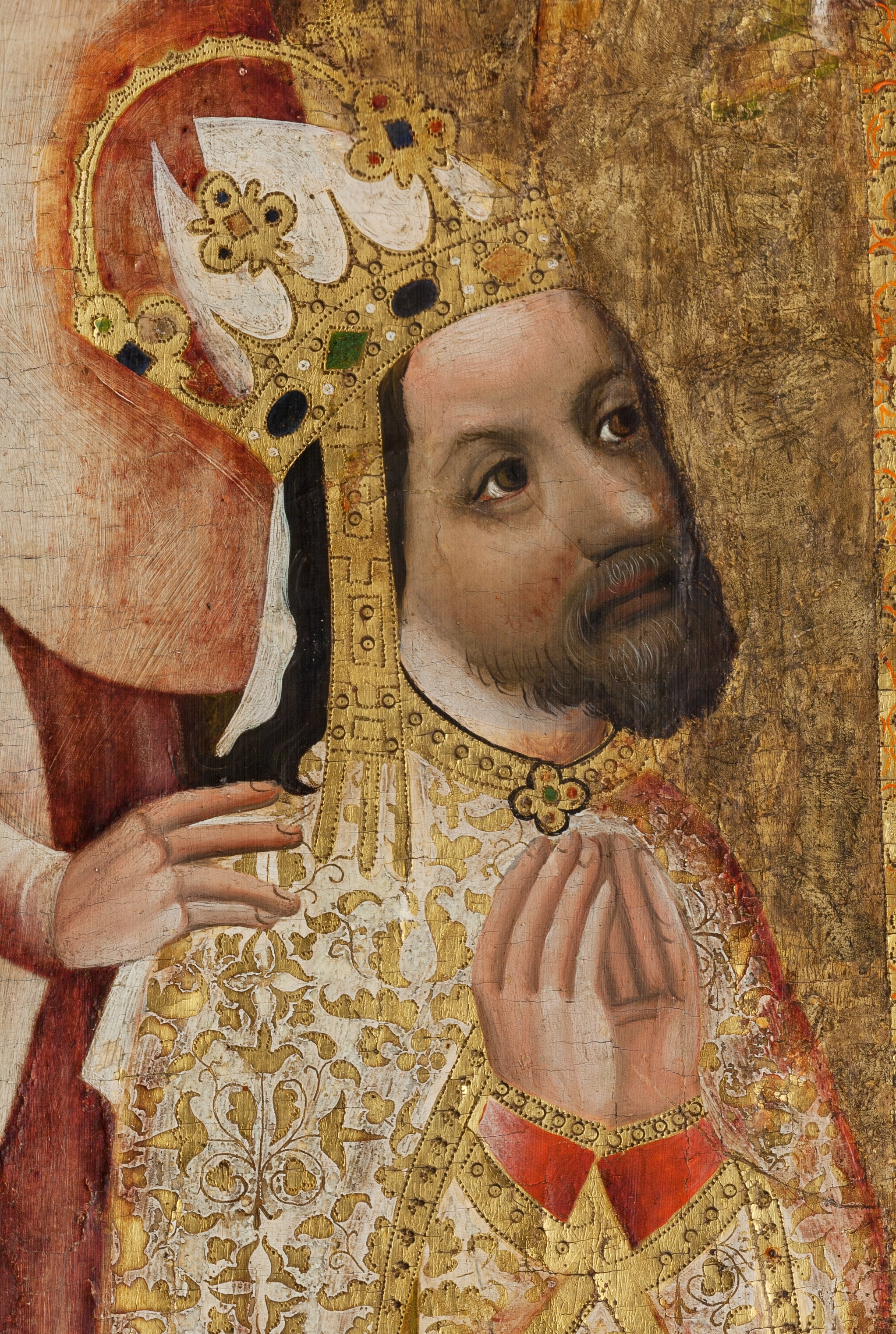
Charles IV (1316-1378)

Điều đáng chú ý về Goldene Bulle, là việc xác nhận của giáo hoàng, để đạt được tước hiệu hoàng đế không được đề cập tới. Bên cạnh đó, quyền đại diện của Giáo hoàng ở Ý đã bị bãi bỏ. Qua lịch sử, các tuyển hầu tước và cả chính quyền hoàng đế đã sử dụng sắc luật này tạo lợi thế cho mình. Con trai cả của Karl Wenzel, người từ năm 1363 là vua của Bohemia, được bầu làm vua La Mã Đức vào ngày 10 tháng 6 năm 1376, trong khi Karl vẫn còn sống. Goldene Bulle không dự tính điều này, nhưng cũng không cấm nó, nhờ vậy mà Karl đã có thể tạo điều kiện cho con trai ông được bầu, mặc dù ông đã phải mua phiếu của các tuyển hầu tước với một món tiền lớn. Tuy nhiên đó một phương cách phổ biến của ông để mang lại lợi ích cho mình. Cho đến khi Thánh chế La Mã Đức tan rã vào năm 1806 việc nối ngôi của Triều đại Luxemburg và họ hàng của họ, nhà Habsburg, qua việc bầu cử ngôi vua chỉ bị gián đoạn bởi nhà Wittelsbach, Ruprecht von der Pfalz (1400–1410) và Karl VII von Bayern (1742–1745).
Ở phía Bắc, Karl chú ý tới vùng Liên minh Hanse và viếng thăm thành phố Lübeck năm 1375 như là vua La Mã Đức đầu tiên kể từ Friedrich I. Tại Tangermünde (Altmark) Karl cho xây dựng tại lâu đài cổ một Königspfalz. Thành phố này nên được phát triển thành thủ phủ của các tỉnh miền Trung, nhưng bị ngăn cản bởi cái chết của ông. Sau khi Karl mất, vùng Mark Brandenburg đã có một thời kỳ náo động, cho tới khi nhà Hohenzollern lên nắm chức vụ tuyển hầu tước và ban đầu cư trú tại Tangermünde.
Một vai trò quan trọng trong chính trị của Karl là thành phố đế quốc tự do Nürnberg, với dự định của ông tạo tại vùng này một Bohemia mới. Những nơi cư trú của Karl ở đó là Lâu đài Nürnberg cũng như lâu đài Wenzel được xây dựng cho ông từ 1356 bên dòng sông Pegnitz. Ở phía Đông, Karl theo đuổi chính sách mở rộng lãnh thổ ở Ba Lan và Hungary.
Karl chết trong năm 1378, năm cũng xảy ra cuộc Ly giáo Tây phương kéo dài đến 1417. Hoàng đế, một người sùng đạo và luôn luôn cố gắng để cai trị hài hòa với Giáo hoàng, không thể làm gì nữa để ngăn chặn sự phân ly này, nhưng quyết định đứng về phía Giáo hoàng La Mã.

### Vua của Bohemia

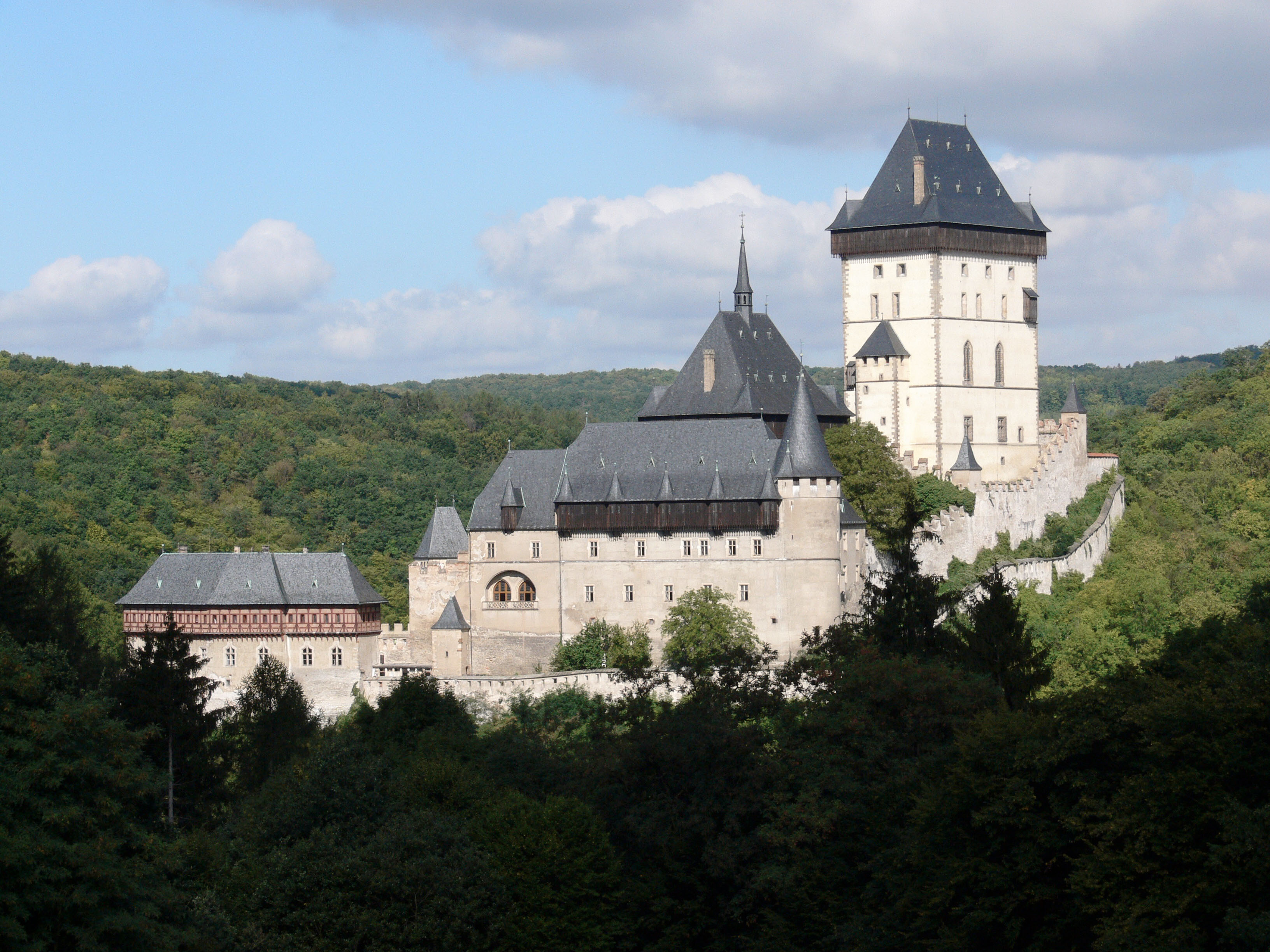
Lâu đài Karlštejn

Huy hiệu Nhà Luxembourg-Bohemia

Sau khi Karl trong năm 1344 cho nâng cấp giáo phận Praha thành tổng giáo phận, ông chỉ đạo việc xây dựng nhà thờ Gothic Thánh Vitus (Katedrála sv. Víta). Đối với việc lưu trữ an toàn biểu hiệu của hoàng gia và triều đình, ông cho xây dựng lâu đài Karlštejn. Các hoạt động xây dựng rộng rãi tại nơi cư trú của ông đã biến Praha thành "thành phố vàng". Cụ thể là cầu Karl qua sông Vltava. 1348 Karl cho thành lập đại học đầu tiên Trung Âu, Đại học Karl (Univerzita Karlova), theo khuôn mẫu của Đại học Napoli được xây dựng bởi Hoàng đế Friedrich II. Praha đã được ông mở rộng thành một trong những trung tâm văn hóa và tinh thần quan trọng nhất vào thời đó và trên thực tế là thủ đô và thành phố cư ngụ của Thánh chế La Mã; ngoài ra những thành phố đáng kể khác là Frankfurt, Nürnberg và từ 1355 Sulzbach (ngày nay Sulzbach-Rosenberg) là trung tâm triều đình tậu được ở Oberpfalz ngày nay. văn phòng của nhà vua được điều hành bởi Johannes von Neumarkt là mẫu mực cho sự hình thành của ngôn ngữ Đức chuẩn mới.
Tuy nhiên, Karl đã thất bại với sắc luật Maiestas Carolina trong năm 1355 do sự phản đối của giới quý tộc địa phương.
Trong Triều đại của ông, Silesia trở thành một phần của vương quốc Bohemia qua Hiệp ước Namslau 1348, mà cha ông đã tạo điều kiện với Hiệp ước Trenčín. Đổi lại, vua Ba Lan Casimir III được Mazovia như một thái ấp cá nhân. Hôn nhân của Karl với Elisabeth 1363, một cháu gái của Casimir, tạm chấm dứt cuộc xung đột Bohemia-Ba Lan cũ.

#### Chính sách mở rộng lãnh thổ và quyền lực

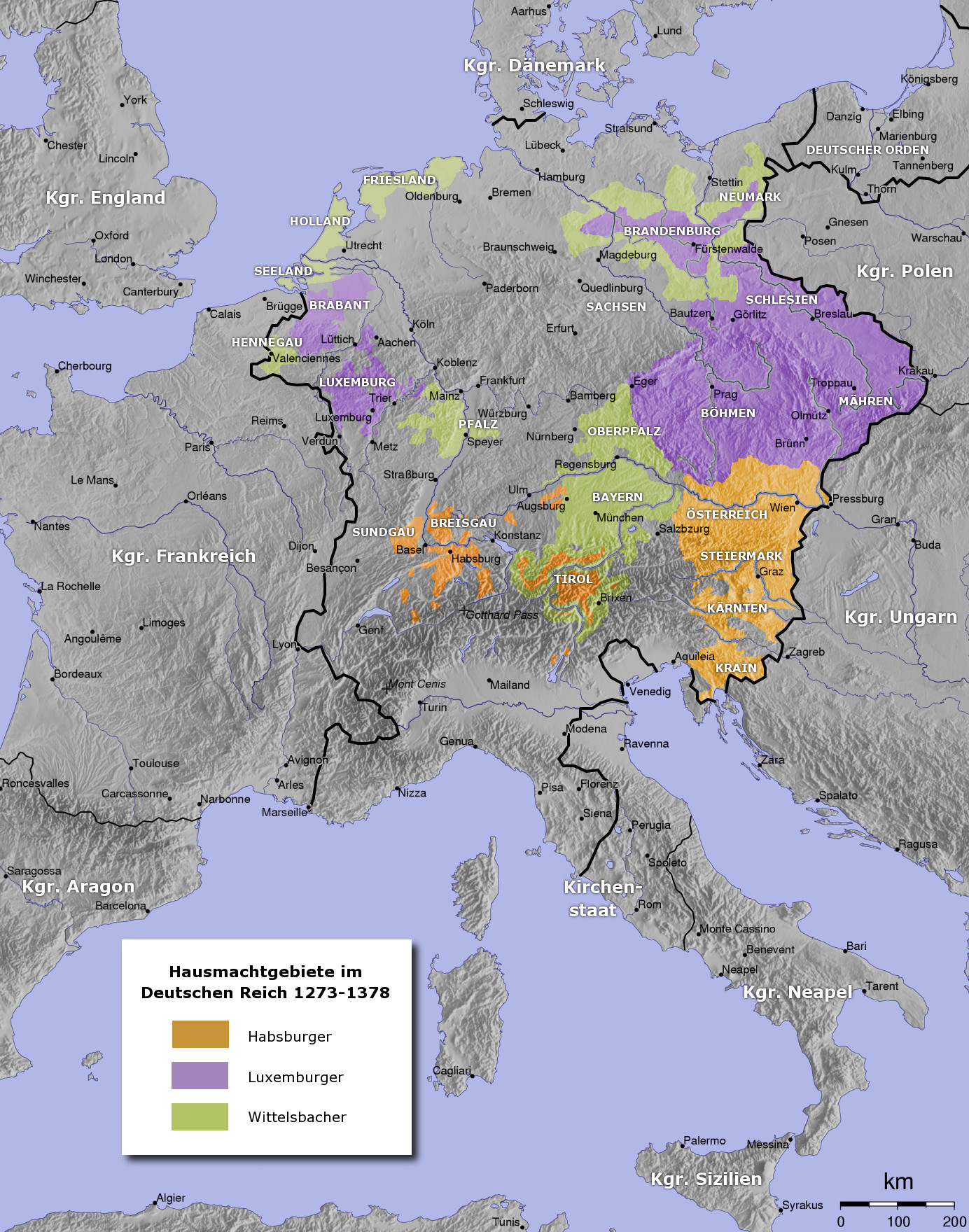
Đế quốc La Mã vào thời điểm Karl IV

Karl chắc chắn là người thành công nhất với chính sách mở rộng lãnh thổ và quyền lực thời Hậu Trung cổ. Bohemia lấy được Silesia (hoàn tất 1368) và Niederlausitz (mua năm 1367). 1373 qua hiệp ước Fürstenwalde Kảl được toàn quyền ở Mark Brandenburg, do đó tậu thêm được một lá phiếu cho nhà mình. Cuộc hôn nhân của con trai ông Sigismund với người thừa kế vua Ludwig I của Hungary (hứa hôn 1372) bảo đảm nhà Luxemburger cũng được vương quốc này. Mong muốn lấy được Ba Lan đã không thành công. Để tăng cường quyền lực của mình, Karl dám cầm cố tài sản hoàng gia hoặc thậm chí từ bỏ quyền của đế quốc, như lãnh thổ Burgund ở phương Tây (xem ở trên).
Chính sách cầm cố của Karl một phần là do thiếu tiền kinh niên (một mình ông phải kiếm một số tiền rất lớn để đảm bảo cuộc bầu cử của mình thành vua La Mã Đức), một phần do chính sách Triều đại của ông. Vì vậy mỗi vị vua kế tiếp phụ thuộc vào cơ sở quyền lực của mình. Nhà Luxemburg đã trở thành gần như không thể công kích được. Nhưng điều này làm cho con trai của ông, Sigismund, mang một gánh nặng vì ông ta ngoài phạm vi ảnh hưởng của Luxemburg không sở hữu bất kỳ cơ sở quyền lực nào khác đáng kể và không có tài sản đế quốc lớn. Karl cũng quyết định là các con trai và người thân sau cái chết của ông phải sống nhờ vào cơ sở quyền lực phức tạp, do đó vị trí quyền lực mà Karl đã tạo được, cuối cùng lại bị mất đi.

## Hoàng đế La Mã Thần thánh

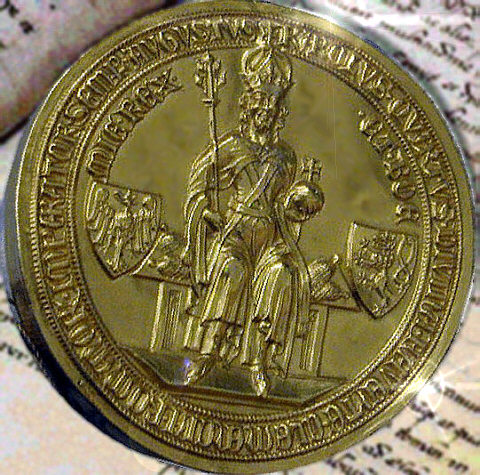
Goldene Bulle

Huy hiệu của Charles IV như là Hoàng đế La Mã Thần thánh

Năm 1354, Charles băng qua dãy Alps mà không có quân đội, nhận vương miện của nhà thờ Hồi giáo tại St. Ambrose Basilica, Milan, vào ngày 5 tháng 1 năm 1355 và lên ngôi hoàng đế tại Rome bởi một hồng y vào tháng Tư cùng năm. Đối tượng duy nhất của ông dường như đã có được vương miện Hoàng gia trong hòa bình, theo lời hứa trước đây được đưa ra cho Giáo hoàng Clement. Ông chỉ ở lại thành phố trong vài giờ, bất chấp những mong muốn được bày tỏ của người La Mã. Hầu như đã từ bỏ tất cả các quyền của Hoàng gia ở Ý, hoàng đế đã vượt qua dãy Alps, theo đuổi những lời khinh bỉ của Petrarch, nhưng lại có rất nhiều của cải. Khi trở về, Charles đã bị chính quyền của Đế chế chiếm đóng, sau đó vừa hồi phục sau Cái chết đen, và vào năm 1356, ông đã ban hành Golden Bull nổi tiếng để điều chỉnh cuộc bầu cử của nhà vua..

## Gia đình và con cái

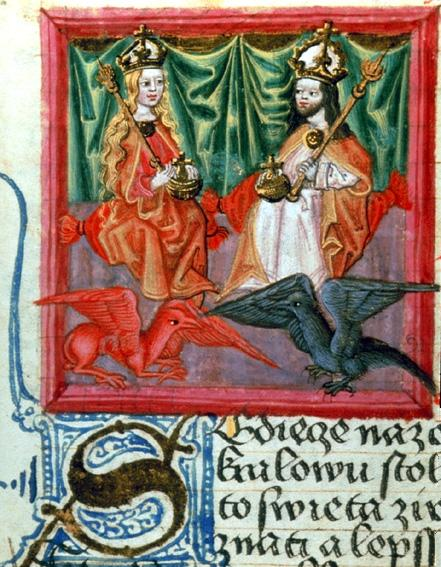
Charles và người vợ đầu tiên, Blanche

Charles đã kết hôn bốn lần. Người vợ đầu tiên của ông là Blanche xứ Valois, (1316-48), con gái của Charles, Bá tước Valois và là chị gái cùng cha khác mẹ của Philip VI của Pháp. Họ có ba đứa con:
- Con trai (s.1334), chết trẻ
- Margaret xứ Bohemia (1335-1349); kết hôn với Lajos I của Hungary.
- Katharina của Bohemia (1342-95); kết hôn với Rudolf IV của Áo và Otto V, Công tước xứ Bavaria, Tuyển hầu tước Brandenburg.

Ông kết hôn lần thứ hai với Anna xứ Bavaria, (1329-53), con gái của Rudolf II, Công tước xứ Bavaria; họ có một con trai:
- Wenceslaus (1350-51)

Người vợ thứ ba của ông là Anna von Schweidnitz, (1339-62), con gái của Henry II, Công tước Świdnica và Katharina xứ Anjou (con gái của Károly I của Hungary), người mà ông có ba đứa con:
- Elisabeth của Bohemia (19 tháng 4 năm 1358 - 4 tháng 9 năm 1373); kết hôn với Albert III của Áo.[3]
- Wenceslaus (1361-1419)[3]; sau đó được bầu làm Vua của Đức (chính thức là Vua của người La Mã) và, sau cái chết của cha mình, trở thành Vua xứ Bohemia (với tư cách là Wenceslaus IV) và Hoàng đế của Đế chế La Mã thần thánh; kết hôn lần đầu với Joanna of Bavaria vào năm 1370 và lần thứ hai với Sophia ở Bavaria vào năm 1389.
- con trai (sinh và mất ngày 11 tháng 7 năm 1362).

Người vợ thứ tư của ông là Elisabeth xứ Pomerania, (1345 hoặc 1347-1393), con gái của Công tước Bogislaw V, Công tước xứ Pomerania và Elisabeth của Ba Lan, con gái của Kazimierz III của Ba Lan. Họ có sáu người con:
- Anne xứ Bohemia (1366-94); kết hôn với Richard II của Anh
- Sigismund (1368-1437); sau này là Hoàng đế La Mã thần thánh, Quốc vương Hungary và Bohemia, và Margrave của Brandenburg; kết hôn lần đầu với Mary của Hungary vào năm 1385 và lần thứ hai với Barbara of Cilli vào năm 1405/1408.
- John of Görlitz (1370-96); sau này là Margrave của Moravia và Công tước xứ Gotrlitz; kết hôn với Richardis Catherine của Thụy Điển. Con gái và người thừa kế duy nhất của ông là Nữ công tước xứ Luxembourg.
- Charles (13 tháng 3 năm 1372 - 24 tháng 7 năm 1373).
- Margaret of Bohemia (1373-1410); kết hôn với John III, Burgrave của Nichberg.
- Henry (1377-78)

## Tổ tiên
| \| \| \| \| \| \| \| \| \| \| \| 8. Henry VI, Bá tước xứ Luxembourg \| \| \| \| \| \| \| \| \| \| \| \| \| \| \| \| \| \| \| \| \| \| \| \| \| \| \| \| \| \| \| \| \| \| \| \| \| \| \| \| \| \| \| \| \| \| \| \| \| \| \| 4. Heinrich VII của Thánh chế La Mã \| \| \| \| \| \| \| \| \| \| \| \| \| \| \| \| \| \| \| \| \| \| \| \| \| \| \| \| \| \| \| \| \| \| \| \| \| \| \| \| \| \| \| \| \| \| \| \| \| \| \| \| \| \| \| \| \| \| \| \| 9. Beatrice d'Avesnes \| \| \| \| \| \| \| \| \| \| \| \| \| \| \| \| \| \| \| \| \| \| \| \| \| \| \| \| \| \| \| \| \| \| \| \| \| \| \| \| \| \| \| \| \| \| \| \| \| \| \| \| \| \| \| \| \| \| \| \| 2. Johann I của Bohemia \| \| \| \| \| \| \| \| \| \| \| \| \| \| \| \| \| \| \| \| \| \| \| \| \| \| \| \| \| \| \| \| \| \| \| \| \| \| \| \| \| \| \| \| \| \| \| \| \| \| \| \| \| \| \| \| \| \| \| \| 10. John I, Công tước xứ Brabant \| \| \| \| \| \| \| \| \| \| \| \| \| \| \| \| \| \| \| \| \| \| \| \| \| \| \| \| \| \| \| \| \| \| \| \| \| \| \| \| \| \| \| \| \| \| \| \| \| \| \| \| \| \| \| \| \| \| \| \| 5. Margaret xứ Brabant \| \| \| \| \| \| \| \| \| \| \| \| \| \| \| \| \| \| \| \| \| \| \| \| \| \| \| \| \| \| \| \| \| \| \| \| \| \| \| \| \| \| \| \| \| \| \| \| \| \| \| \| \| \| \| \| \| \| \| \| 11. Margaret xứ Flanders \| \| \| \| \| \| \| \| \| \| \| \| \| \| \| \| \| \| \| \| \| \| \| \| \| \| \| \| \| \| \| \| \| \| \| \| \| \| \| \| \| \| \| \| \| \| \| \| \| \| \| \| \| \| \| \| \| \| \| \| 1. Karl IV của Thánh chế La Mã \| \| \| \| \| \| \| \| \| \| \| \| \| \| \| \| \| \| \| \| \| \| \| \| \| \| \| \| \| \| \| \| \| \| \| \| \| \| \| \| \| \| \| \| \| \| \| \| \| \| \| \| \| \| \| \| \| \| \| \| 12. Ottokar II của Bohemia \| \| \| \| \| \| \| \| \| \| \| \| \| \| \| \| \| \| \| \| \| \| \| \| \| \| \| \| \| \| \| \| \| \| \| \| \| \| \| \| \| \| \| \| \| \| \| \| \| \| \| \| \| \| \| \| \| \| \| \| 6. Wenceslaus II của Bohemia \| \| \| \| \| \| \| \| \| \| \| \| \| \| \| \| \| \| \| \| \| \| \| \| \| \| \| \| \| \| \| \| \| \| \| \| \| \| \| \| \| \| \| \| \| \| \| \| \| \| \| \| \| \| \| \| \| \| \| \| 13. Kunigunda xứ Slavonia \| \| \| \| \| \| \| \| \| \| \| \| \| \| \| \| \| \| \| \| \| \| \| \| \| \| \| \| \| \| \| \| \| \| \| \| \| \| \| \| \| \| \| \| \| \| \| \| \| \| \| \| \| \| \| \| \| \| \| \| 3. Eliška của Bohemia \| \| \| \| \| \| \| \| \| \| \| \| \| \| \| \| \| \| \| \| \| \| \| \| \| \| \| \| \| \| \| \| \| \| \| \| \| \| \| \| \| \| \| \| \| \| \| \| \| \| \| \| \| \| \| \| \| \| \| \| 14. Rudolf I của Đức \| \| \| \| \| \| \| \| \| \| \| \| \| \| \| \| \| \| \| \| \| \| \| \| \| \| \| \| \| \| \| \| \| \| \| \| \| \| \| \| \| \| \| \| \| \| \| \| \| \| \| \| \| \| \| \| \| \| \| \| 7. Judith xứ Habsburg \| \| \| \| \| \| \| \| \| \| \| \| \| \| \| \| \| \| \| \| \| \| \| \| \| \| \| \| \| \| \| \| \| \| \| \| \| \| \| \| \| \| \| \| \| \| \| \| \| \| \| \| \| \| \| \| \| \| \| \| 15. Gertrude xứ Hohenberg \| \| \| \| \| \| \| \| \| \| \| \| \| \| \| \| \| \| \| \| \| \| \| \| \| \| \| \| \| \| \| \| \| \| \| \| \| \| \| \| \| \| \| |                                     |  |  |  |  |  |  |  |  |                                    |  |  |  |
| |                                     |  |  |  |  |  |  |  |  | 8. Henry VI, Bá tước xứ Luxembourg |  |  |  |
| |                                     |  |  |  |  |  |  |  |  |                                    |  |  |  |
| |                                     |  |  |  |  |  |  |  |  |                                    |  |  |  |
| |                                     |  |  |  |  |  |  |  |  |                                    |  |  |  |
| | 4. Heinrich VII của Thánh chế La Mã |  |  |  |  |  |  |  |  |                                    |  |  |  |
| |                                     |  |  |  |  |  |  |  |  |                                    |  |  |  |
| |                                     |  |  |  |  |  |  |  |  |                                    |  |  |  |
| |                                     |  |  |  |  |  |  |  |  |                                    |  |  |  |
| | 9. Beatrice d'Avesnes               |  |  |  |  |  |  |  |  |                                    |  |  |  |
| |                                     |  |  |  |  |  |  |  |  |                                    |  |  |  |
| |                                     |  |  |  |  |  |  |  |  |                                    |  |  |  |
| |                                     |  |  |  |  |  |  |  |  |                                    |  |  |  |
| | 2. Johann I của Bohemia             |  |  |  |  |  |  |  |  |                                    |  |  |  |
| |                                     |  |  |  |  |  |  |  |  |                                    |  |  |  |
| |                                     |  |  |  |  |  |  |  |  |                                    |  |  |  |
| |                                     |  |  |  |  |  |  |  |  |                                    |  |  |  |
| | 10. John I, Công tước xứ Brabant    |  |  |  |  |  |  |  |  |                                    |  |  |  |
| |                                     |  |  |  |  |  |  |  |  |                                    |  |  |  |
| |                                     |  |  |  |  |  |  |  |  |                                    |  |  |  |
| |                                     |  |  |  |  |  |  |  |  |                                    |  |  |  |
| | 5. Margaret xứ Brabant              |  |  |  |  |  |  |  |  |                                    |  |  |  |
| |                                     |  |  |  |  |  |  |  |  |                                    |  |  |  |
| |                                     |  |  |  |  |  |  |  |  |                                    |  |  |  |
| |                                     |  |  |  |  |  |  |  |  |                                    |  |  |  |
| | 11. Margaret xứ Flanders            |  |  |  |  |  |  |  |  |                                    |  |  |  |
| |                                     |  |  |  |  |  |  |  |  |                                    |  |  |  |
| |                                     |  |  |  |  |  |  |  |  |                                    |  |  |  |
| |                                     |  |  |  |  |  |  |  |  |                                    |  |  |  |
| | 1. Karl IV của Thánh chế La Mã      |  |  |  |  |  |  |  |  |                                    |  |  |  |
| |                                     |  |  |  |  |  |  |  |  |                                    |  |  |  |
| |                                     |  |  |  |  |  |  |  |  |                                    |  |  |  |
| |                                     |  |  |  |  |  |  |  |  |                                    |  |  |  |
| | 12. Ottokar II của Bohemia          |  |  |  |  |  |  |  |  |                                    |  |  |  |
| |                                     |  |  |  |  |  |  |  |  |                                    |  |  |  |
| |                                     |  |  |  |  |  |  |  |  |                                    |  |  |  |
| |                                     |  |  |  |  |  |  |  |  |                                    |  |  |  |
| | 6. Wenceslaus II của Bohemia        |  |  |  |  |  |  |  |  |                                    |  |  |  |
| |                                     |  |  |  |  |  |  |  |  |                                    |  |  |  |
| |                                     |  |  |  |  |  |  |  |  |                                    |  |  |  |
| |                                     |  |  |  |  |  |  |  |  |                                    |  |  |  |
| | 13. Kunigunda xứ Slavonia           |  |  |  |  |  |  |  |  |                                    |  |  |  |
| |                                     |  |  |  |  |  |  |  |  |                                    |  |  |  |
| |                                     |  |  |  |  |  |  |  |  |                                    |  |  |  |
| |                                     |  |  |  |  |  |  |  |  |                                    |  |  |  |
| | 3. Eliška của Bohemia               |  |  |  |  |  |  |  |  |                                    |  |  |  |
| |                                     |  |  |  |  |  |  |  |  |                                    |  |  |  |
| |                                     |  |  |  |  |  |  |  |  |                                    |  |  |  |
| |                                     |  |  |  |  |  |  |  |  |                                    |  |  |  |
| | 14. Rudolf I của Đức                |  |  |  |  |  |  |  |  |                                    |  |  |  |
| |                                     |  |  |  |  |  |  |  |  |                                    |  |  |  |
| |                                     |  |  |  |  |  |  |  |  |                                    |  |  |  |
| |                                     |  |  |  |  |  |  |  |  |                                    |  |  |  |
| | 7. Judith xứ Habsburg               |  |  |  |  |  |  |  |  |                                    |  |  |  |
| |                                     |  |  |  |  |  |  |  |  |                                    |  |  |  |
| |                                     |  |  |  |  |  |  |  |  |                                    |  |  |  |
| |                                     |  |  |  |  |  |  |  |  |                                    |  |  |  |
| | 15. Gertrude xứ Hohenberg           |  |  |  |  |  |  |  |  |                                    |  |  |  |
| |                                     |  |  |  |  |  |  |  |  |                                    |  |  |  |
| |                                     |  |  |  |  |  |  |  |  |                                    |  |  |  |

## Chú giải
- Bài viết này bao gồm văn bản từ một ấn phẩm hiện thời trong phạm vi công cộng: Chisholm, Hugh, biên tập (1911). Encyclopædia Britannica (ấn bản thứ 11). Cambridge University Press. {{Chú thích bách khoa toàn thư}}: |title= trống hay bị thiếu (trợ giúp)